# 埃迪森·查拉
埃迪森·查拉（Édison Chará，1980年10月2日—2011年10月19日），是一名已故哥伦比亚职业足球运动员，司职前锋，生前曾效力于中国球会大连阿尔滨。

## 职业生涯
查拉早期曾效力哥伦比亚国内多支球队。2001年，他在佩雷拉开始职业足球生涯，之后转会到卡利。2003年1月查拉加盟卡利队的死敌卡利美洲，在这里出场22次打进5球。之后他再短暂效力于卡尔达斯。离开卡尔达斯后，查拉又在一系列秘鲁球队效力，先是在西恩夏诺一年，表现出色。2006年12月28日转会到水晶体育，在这里，德国球队科特布斯曾经有意引进查拉。之后他又先后在卡尔达斯、胡安奥里奇、佩雷拉和科莫西奥联盟等球队效力。
2011年3月，查拉加盟中甲联赛升班马大连阿尔滨。他在1比1战平湖南湘涛的比赛中打进在中国的唯一一个进球，但他也在这场比赛中被红牌罚下。在2011年夏季转会窗口中，他被大连阿尔滨弃用。

## 逝世
2011年10月18日，他在哥伦比亚帕迪拉遭遇枪击，在送到卡利的医院后于10月19日凌晨5点抢救无效死亡。